# Fritz Kuhlmann

Fritz Kuhlmann (um 1925)

Fritz Kuhlmann (* 17. August 1857 in Horst, Kreis Grimmen; † 13. Dezember 1941 in Dresden) war ein deutscher Kunsterzieher und Schriftpädagoge („Urheber“ der Grundschrift-Idee).

## Leben und Wirken
Fritz Kuhlmann kam aus einem kleinen Ort im Kreis Grimmen (Vorpommern), zwischen Stralsund und Greifswald. Wo er in einem Lehrer-Seminar (Pädagogium) lernte, ist nicht bekannt. Ab 1877 war er nur kurze Zeit als Volksschullehrer tätig, denn schon 1878 ließ er sich an der Kunstschule in Berlin als Zeichenlehrer ausbilden.

### Wirkungsorte

#### Lothringen (1880–1896)
Jung und ungebunden reiste er weit, bis nach Lothringen, wo er 1880 am Realprogymnasium in Diedenhofen (Thionville) seine erste Stelle als Zeichenlehrer antrat. Danach wechselte er vor 1887 nach Forbach (nah bei Saarbrücken) als Zeichenlehrer an das Progymnasium (bis 1892). In den Oberklassen unterrichtete er Zeichnen (auch perspektivisches und geometrisches Zeichnen) und Naturbeschreibung, in der „Vorschule“ Deutsch, Schreiben und Rechnen. Hier veröffentlichte er 1888 Wandtafeln für den Freihandzeichenunterricht. 1892 trat er eine Stelle an der Oberrealschule in Metz an. Dort schrieb er 1896 wohl seinen ersten Aufsatz: Zur Reform des Zeichenunterrichts. In diesem ersten Teil ging es ihm um die natürliche Pflanzenform im Zeichenunterricht – im Gegensatz zum lehrplanmäßigen Abzeichnen der stilisierten, ornamentalen Pflanzenform, wie sie im Jugendstil vorherrschte.
Von hier aus wäre es nicht so weit nach Stuttgart gewesen, wo er 1902 einen Vortrag hielt: Neue Wege des Zeichenunterrichts.
So ist es überraschend, dass er so weit reiste, um vor der Jahrhundertwende eine Stelle als Zeichenlehrer in Altona anzutreten.

#### Realgymnasium Altona (1897–1914)
Ernst Schlee (1834–1905) war ein Oberlehrer am altsprachlichen Christianeum in Altona. Er war 1871 der Begründer der ältesten deutschen Reformschule und Direktor des Realgymnasiums zu Altona. Er setzte als Pionier des neusprachlichen Unterrichts ohne Latein und Griechisch durch. Damit wurde die reformerische Ausrichtung der Schule gegenüber dem altsprachlichen Nachbar-Gymnasium gestärkt.
Fritz Kuhlmann trat Ostern 1897 in dieses Lehrerkollegium ein.
„Seine Schüler sollen seinen anregenden und erfolgreichen Unterricht in dankbarer Erinnerung behalten haben. Professor Kuhlmann hat in Wort und Schrift wie durch Sammlung und Ausstellung von Schülerarbeiten für die Umgestaltung des Zeichenunterrichts eifrig und erfolgreich gewirkt. Seine Verdienste sind dadurch anerkannt worden, dass ihm von Ostern 1906 ab die Oberlehrerbesoldung bewilligt wurde und ihm durch Ministerialerlass (vom 20. Dezember 1906) der Charakter als (Gymnasial-)Professor verliehen wurde. Seit 1909 war sein Gesundheitszustand aber recht schwankend, und er musste wiederholt und auf längere Zeit Urlaub nehmen, ohne indessen die frühere Spannkraft und die für seinen am strengenden Beruf erforderliche Widerstandskraft zurückzugewinnen. So bat er um seine vorzeitige Versetzung in den Ruhestand zum 1. Mai 1914 und schied, erst siebenundfünfzigjährig, aus.“

#### Versuchsschulen in Hamburg und München (1915–1925)
Kreatives Zeichnen und Schreiben gehörten für Fritz Kuhlmann zusammen. Nun konnte er sich im Ruhestand in die Reformbestrebungen der schulischen Schreibschrift einmischen. Er war gegen den Zwang und Drill, vorgegebene Buchstaben nachzuahmen. Von einer unpersönlichen „Normalschrift“ wollte er die Kinder zu einer persönlichen Handschrift anleiten. Seine Idee war, dass Schreibschrift ohne Vorbilder gelehrt wird und nur eine „Druckschrift“ als Erstschrift dient. Es sollte dieselbe „Lateinschrift“ („Steinschrift“) sein, die auch in den Fibeln zum Lesenlernen verwendet wird. Die Schüler sollten völlig selbständig eine persönliche Handschrift entwickeln (Arbeitsschule). Schriftproben von Erstklässlern schienen ihm recht zu geben.
Er fand in Hamburg Schulleiter und bereitwillige Kollegen, die seine Ideen unterstützten und praktische Versuche machten (die Übungs- und Hauptschule des Lehrerseminars und die Schule des Paulsenstiftes in Hamburg). Bald danach zog er nach München und nahm Kontakt mit Kerschensteiner auf. Kuhlmann wird Georg Kerschensteiner als Didaktiker des Kunstunterrichts kennengelernt haben, der 1905 Die Entwicklung der zeichnerischen Begabung veröffentlichte.
Trotz seiner gesundheitlichen Einschränkung unterstützte Kuhlmann um 1916 den Schulreformer Kerschensteiner in der „Münchener städtischen Versuchsschule“. Hier begründete 1910 der Stadtschulrat Kerschensteiner die Klassen seiner Versuchsschule, welche die Selbsttätigkeit der Schülerinnen und Schüler zum obersten Prinzip erhob. „Lernen mit Kopf, Herz und Hand“ war sein Motto.
Kuhlmann übernahm hier Schreibkurse für die ersten Klassen und berücksichtigte auch die Probleme der Linkshänder. Seine Ergebnisse veröffentlichte Kuhlmann 1917 in seinem Hauptwerk Schreiben in Neuem Geiste. Neue Wege des Schreibunterrichts im Sinne schaffender Arbeit und er veröffentlichte den 2. Band der Bausteine zur Neuen Schule, Aus der Folterkammer der deutschen Schule. Nach Ablauf des Krieges gründete er außerdem in München eine Zeitschrift unter dem Namen Der Schriftwart (1919–20). Unter den Autoren war auch der Akademiedirektor der Hochschule für Grafik und Buchkunst Leipzig, Prof. Max Seliger.

#### Leipzig und Dresden (1926–1929 und 1930–1941)

Die Kunst der Feder in der Schule, 1913
Broschüre für eine „Pult-Schiefertafel“, 1929
Breitfedern (Fa. Brause) und Namenszug von Fritz Kuhlmann 1931

Als Professor a. D. hatte Fritz Kuhlmann weiterhin schulische Ideen. So erfand er um 1928 die „Pult-Schiefertafel“ und vertrieb sie im Eigenverlag (Kuhlmann-Reformgruppe) in Leipzig-Connewitz. Dort wohnte er auch bis 1929
Für die Firma Brause in Iserlohn entwickelte Kuhlmann Breitfedern: „konstruiert von dem anerkannten Schriftreformer Professor Fritz Kuhlmann“ (1926/31).
Fritz Kuhlmann scheint nicht verheiratet gewesen zu sein. Er hatte in Dresden um 1934 einen freundschaftlichen Kontakt mit der Märchenerzählerin Josefa Elstner-Oertel (1888–1969). Briefe und Manuskripte von Kuhlmann befinden sich in ihrem Nachlass.

### Nachwirkungen
Als Schriftpädagoge hatte Fritz Kuhlmann schon 1916 diesen Ansatz: Die Schüler sollen eine individuelle Schreibschrift nicht aus einer Ausgangsschrift (wie bei Sütterlin), sondern aus einer „Druckschrift“ (Linear-Antiqua) entwickeln. Der Drang zur Schnelligkeit solle den Schüler dazu bringen, Verbindungen der Buchstaben und flüssige, ununterbrochene Züge selbst zu erfinden. Dieser Ansatz bewährte sich damals nicht, er wurde aber 2011 unter dem Namen Grundschrift wiederbelebt.

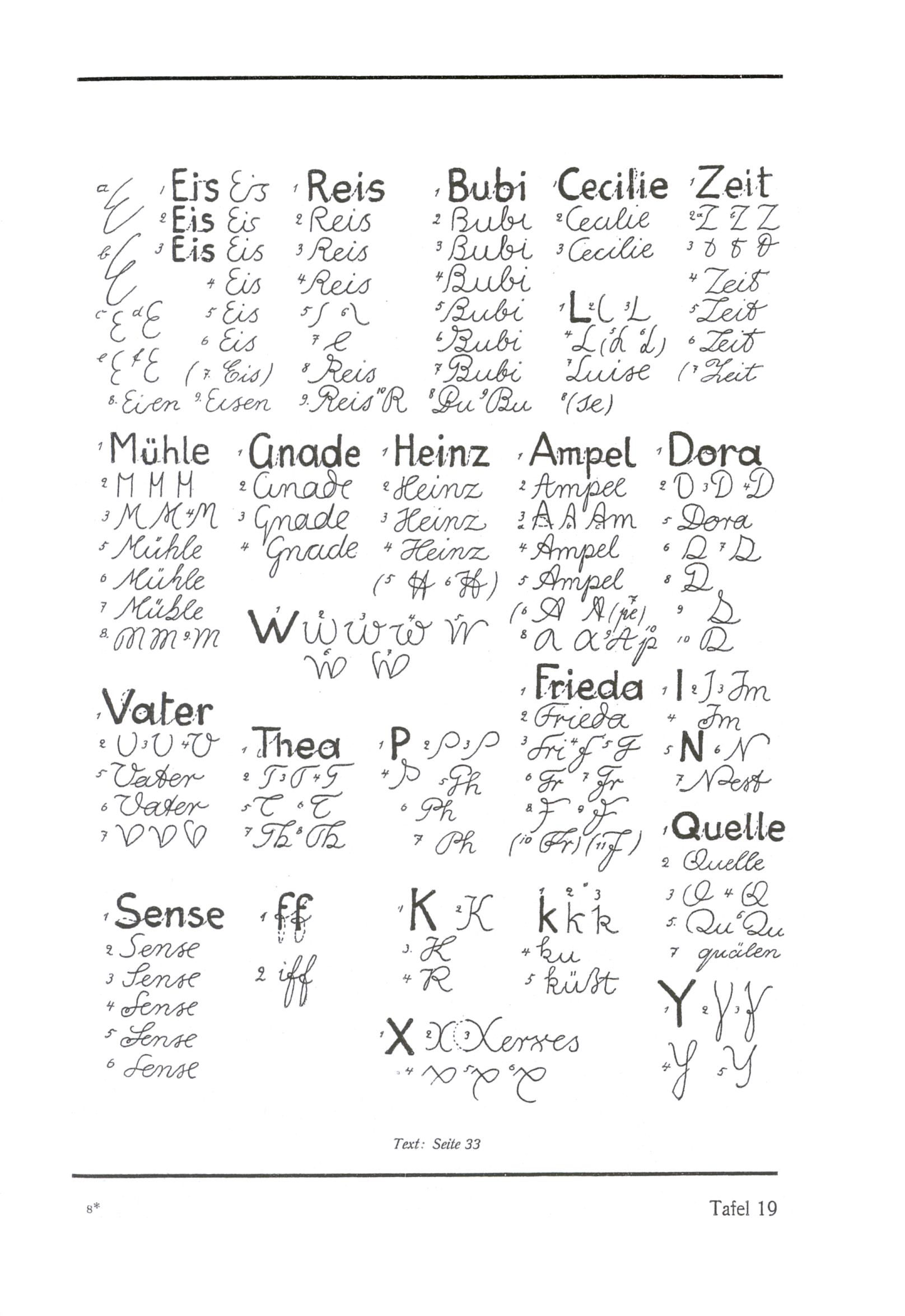
Erarbeitung der „Lateinschrift“, München 1917
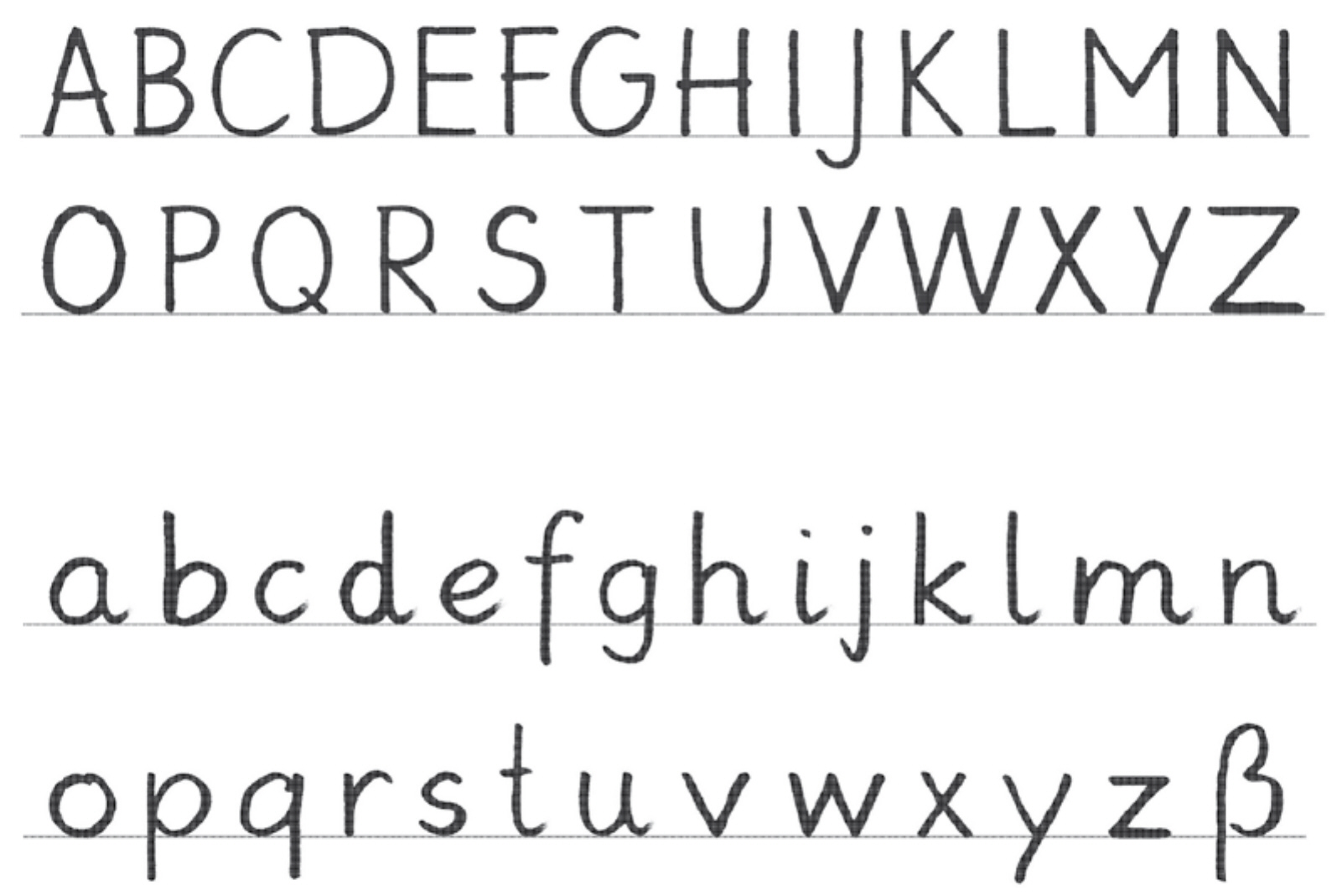
Grundschrift als Ausgangsschrift in Hamburg ab 2011

## Schriften (Auswahl)
- Wandtafeln für den Freihandzeichenunterricht …; Gebr. Even, Metz 1888 und Stuttgart 1898
- Zur Reform des Zeichenunterrichts. In: Pädagogisches Archiv – Monatsschrift für Erziehung, Unterricht und Wissenschaft. Band 38, 1896
- Neue Wege des Zeichenunterrichts. Vortrag in Stuttgart. Wilhelm Effenberger, Stuttgart 1902.
- Die Praxis des Skizzierens im Schulzeichenunterricht …; Boysen & Maasch, Hamburg 1904 (Digitalisat)
- Auf den Wegspuren zu einem künstlerischen Zeichenunterricht. In: Der Säemann – Monatsschrift für pädagogische Reform. 1905.
- Bausteine zu neuen Wegen des Zeichenunterrichts. A. Müller Fröbelhaus, Dresden-Wien-Leipzig 1905–1908
  1. Heft I: Das Pinselzeichnen …; Leipzig 1903 (Digitalisat)
  2. Heft II: Das Gedächtniszeichen …
  3. Heft III: Museum und Zeichenunterricht.
  4. Heft IV: Der Mensch als Gegenstand des Schulzeichenunterrichts …
  5. Heft V: Der eigene Körper des Schülers …
  6. Heft VI: Zeichenunterricht und Heimatstadt
  7. Heft VII: Das lebende Tier im Zeichenunterricht
- Die Kunst der Feder …. Dürr’sche Buchhandlung, Leipzig 1913 (1929, 2. bereicherte Auflage)
- Schreiben in neuem Geiste – neue Wege des Schreibunterrichts im Sinne schaffender Arbeit. Kellerer, München 1917 und Westermann
- Von einem neuen, schaffenden Schreiben. Georg Müller, München 1918 (Digitalisat).
- Die Ausbildung der linken Hand durch Schreiben und Zeichnen …; In: Neue Bahnen. Zeitschrift der Reichsfachschaft, 1916, S. 248.
- Aus der Folterkammer der deutschen Schule. Kellerer, München 1919 (Digitalisat)
- Der Schriftwart. Zentralblatt für die gesamten Interessen der Schrift. Herausgegeben von Fritz Kuhlmann; Kellerer, München 1919–20
- Wie Kinder Bilder „schreiben“ lernen, so schnell und sicher wie Buchstaben. Kellerer, München 1920.
- Die fröhliche Kunst Bilder zu schreiben. Wild & Laue, Hubertus-Lehrmittelverlag, Leipzig 1925.
- Die Reform der Schiefer-Tafel …; Selbstverlag, Leipzig-Connewitz 1929 (Digitalisat).